# Henrik L'Abée-Lund
Henrik L'Abée-Lund (Trondheim, 26 maart 1986) is een Noorse biatleet.

## Carrière
Bij zijn wereldbekerdebuut, op de 10 kilometer sprint in februari 2011 in Presque Isle, scoorde L'Abée-Lund direct wereldbekerpunten. Twee dagen na zijn debuut eindigde hij op de 12,5 kilometer achtervolging in Presque Isle op de tiende plaats. Op de wereldkampioenschappen biatlon 2013 in Nové Město eindigde de Noor als negende op de 20 kilometer individueel, als twintigste op de 12,5 kilometer achtervolging en als 37e op de 10 kilometer sprint. Op de estafette veroverde hij samen met Ole Einar Bjørndalen, Tarjei Bø en Emil Hegle Svendsen de wereldtitel.

## Resultaten

### Wereldkampioenschappen
| Jaar | Plaats     | Resultaten                                                                               |
| ---- | ---------- | ---------------------------------------------------------------------------------------- |
| 2013 | Nové Město | 9e 20 km individueel · 37e 10 km sprint · 20e 12,5 km achtervolging · 4x7,5 km estafette |

### Wereldbeker
Eindklasseringen
| Seizoen   | Algemeen | Individueel | Sprint | Achtervolging | Massastart |
| --------- | -------- | ----------- | ------ | ------------- | ---------- |
| 2010/2011 | 65e      | 71e         | 47e    | -             | -          |
| 2011/2012 | 68e      | 65e         | 67e    | -             | -          |
| 2012/2013 | 24e      | 21e         | 38e    | 9e            | 25e        |
| 2013/2014 | 42e      | 41e         | 40e    | 45e           | -          |
| 2014/2015 | 49e      | 43e         | 65e    | 54e           | 41e        |
| 2015/2016 | 60e      | 60e         | -      | 34e           | -          |
| 2016/2017 | 41e      | 55e         | 31e    | 52e           | 29e        |
| 2017/2018 | 17e      | 18e         | 13e    | 20e           | 18e        |

Wereldbekerzeges
| Nr.         | Seizoen     | Datum            | Plaats      | Onderdeel               |
| Individueel | Individueel | Individueel      | Individueel | Individueel             |
| ----------- | ----------- | ---------------- | ----------- | ----------------------- |
| 1.          | 2017/2018   | 15 maart 2018    | Oslo        | 10 km sprint            |
| Estafettes  |             |                  |             |                         |
| 1.          | 2012/2013   | 9 december 2012  | Hochfilzen  | 4x7,5 km estafette      |
| 2.          | 2012/2013   | 16 februari 2013 | Nové Město  | 4x7,5 km estafette (WK) |
| 3.          | 2016/2017   | 11 januari 2017  | Ruhpolding  | 4x7,5 km estafette      |
| 4.          | 2017/2018   | 10 december 2017 | Hochfilzen  | 4x7,5 km estafette      |